# Senijad Ibričić
Senijad Ibričić (ur. 26 września 1985 w Kotor Varoš) – bośniacki piłkarz występujący na pozycji pomocnika.

## Kariera

### Chorwacja
Jest wychowankiem klubu NK Podgrmeč Sanski Most. W 2004 roku został zawodnikiem NK Zagreb. W 2008 roku Hajduk Split zapłacił za niego 1,8 miliona euro. Jego pierwszym meczem ligowym w barwach nowej drużyny było spotkanie z NK Zadar, które zostało rozegrane 27 lipca 2008 roku. Spotkanie to zakończyło się wynikiem 1:0 dla Hajduka, a strzelcem gola był właśnie Ibričić. W 2009 roku otrzymał nagrodę Sportske novosti Yellow Shirt award, która jest przyznawana najlepszemu piłkarzowi sezonu przez redakcję gazety Sportske novosti. W tym samym czasie został uhonorowany nagrodą Hajdučko srce przyznawaną przez stowarzyszenie kibiców Hajduka Split osobistościom związanym z tą drużyną.
Po sezonie 2009/2010 był łączony z transferem do Galatasaray SK. Do transakcji jednak nie doszło, gdyż Hajduk ustalił cenę zaporową w wysokości 10 milionów euro.

### Rosja
13 stycznia 2011 roku odszedł z Hajduka do Łokomotiwu Moskwa za sumę 5 milionów euro. Jego poprzednia drużyna zapewniła sobie 20% zysku z jego kolejnego transferu. W nowym klubie otrzymał koszulkę z numerem 9. W rozgrywkach Priemjer-Liga zadebiutował 12 marca 2011 roku w meczu z Dinamem Moskwa (3:2). Pierwszego ligowego gola zdobył w wyjazdowym meczu z FK Krasnodar, które zostało rozegrane 23 kwietnia 2011 roku i zakończyło się wynikiem 4:1 dla graczy z Moskwy.

## Statystyki
| Sezon     | Zespół              | Liga            | Mecze | Gole |
| --------- | ------------------- | --------------- | ----- | ---- |
| 2003/2004 | NK Podgrmeč         | Prva liga       | 23    | 16   |
| 2004/2005 | NK Zagreb           | Prva HNL        | 27    | 3    |
| 2005/2006 | NK Zagreb           | Prva HNL        | 25    | 3    |
| 2006/2007 | NK Zagreb           | Prva HNL        | 17    | 4    |
| 2007/2008 | NK Zagreb           | Prva HNL        | 31    | 12   |
| 2008/2009 | Hajduk Split        | Prva HNL        | 30    | 12   |
| 2009/2010 | Hajduk Split        | Prva HNL        | 29    | 17   |
| 2010/2011 | Hajduk Split        | Prva HNL        | 17    | 6    |
| 2011/2012 | Lokomotiw Moskwa    | Priemjer-Liga   | 28    | 4    |
| 2012/2013 | Gaziantepspor       | Süper Lig       | 13    | 2    |
| 2012/2013 | Kasımpaşa SK        | Süper Lig       | 10    | 2    |
| 2013/2014 | Kayseri Erciyesspor | Süper Lig       | 20    | 4    |
| 2014/2015 | Kayseri Erciyesspor | Süper Lig       | 10    | 0    |
| 2014/2015 | Wardar Skopje       | Prwa liga       | 13    | 5    |
| 2015/16   | Karşıyaka SK        | 1. Lig          | 6     | 0    |
| 2015/16   | Sepahan Isfahan     | Iran Pro League | 5     | 0    |